# Фліндерсбар

Схема нактоуза: 1 — дерев'яні прокладки для регулювання висоти фліндерcбара, 2 — сфери м'якого заліза для компенсації чвертної девіації, 3 — поздовжні магніти, 4 — поперечні магніти, 5 — фліндерcбар

Фліндерсбар (англ. Flinders bar — «брусок Фліндерса») — вертикальний брусок з м'якого заліза, що розміщається в спеціальній трубці спереду (або ззаду) суднового нактоуза. Призначений для блокування півкругової девіації (складової магнітної девіації), що виникає внаслідок вертикального намагнічення корпусу корабля. Отримав назву на честь англійського мореплавця Метью Фліндерса (1774—1814), що під час подорожі до Австралії вперше застосував залізний брусок для компенсації викликаної вантажем магнітної девіації і уклав звіт про корабельний магнетизм для Королівського флоту.
Для нейтралізації інших видів магнітної девіації застосовують «кулі Кельвіна» з м'якого заліза, вертикальний магніт та поздовжні і поперечні магніти приладу Ері. Магнітна девіація, що залишається після застосування магнітних і залізних коректорів, враховується при обчисленні курсу.